# Anton Thurler
Anton Thurler (auch Antonius Thurler, Thorler, Dörler; * 1490 in Lößnitz; † 1566 in Dresden) war ein Dresdner Ratsherr und Bürgermeister.

## Leben

### Herkunft
Anton Thurler entstammte höchstwahrscheinlich einer in der Lößnitz ansässigen Familie, welche unter den Namen Torler, Thürler oder Turler mehrfach in Dokumenten aus dem 15. und 16. Jahrhundert genannt ist. Mehrere Mitglieder sind als Studenten in den Matrikeln der Universität Leipzig erwähnt, unter ihnen auch ein Antonius Torler de Leßanitz (d. h. aus der Lößnitz bei Dresden).

### Rolle in der Reformationsgeschichte
Vermutlich während seines Studiums um 1520/22 lernte Thurler den ebenfalls aus Dresden stammenden Thomas Stör kennen. 1524 verfasste Stör ein an Antonius Thurler gerichtetes Flugblatt mit dem Titel Christliche Vermahnung an Antonius Thurler, in welchem er sich kritisch mit den Zuständen in der katholischen Kirche auseinandersetzte. In dieser Schrift verglich Stör den Zustand der Kirche mit einem verwüsteten Weingarten und forderte, die bisherigen Pfaffen abzusetzen und stattdessen ehrsame Männer aus den Gemeinden heraus zu Pfarrern zu wählen, die vom Glauben und der Liebe predigen und durch ihren Lebenswandel Vorbilder sein sollten. Das Flugblatt gilt als eine der wichtigsten Flugschriften der frühen Reformationsgeschichte. Stör und Thurler gehören so zu den ersten nachweisbaren Evangelischen in Dresden.

### Wirken als Ratsherr und Bürgermeister
Beruflich war Thurler als kurfürstlicher Kammerdiener tätig. 1544 ist er erstmals im Verzeichnis der Dresdner Ratsmitglieder erwähnt und blieb bis zu seinem Tod 1566 Ratsherr. 1560 übernahm er das Amt des regierenden Bürgermeisters der Stadt, welches er gemäß Ratsordnung im Drei-Jahres-Rhythmus erneut 1563 innehatte. Verheiratet war er mit der aus Meißen stammenden Anna Kettwig, der Witwe des 1544 verstorbenen Meißner Stadtschreibers, Stadtrichters und Ratsherren Linhardt Schatz.